# Деури
Деури или Деври (грч. Δερβανοι) били су илирско племе које је насељавало територију око Бугојна у горњем току реке Врбас, у садашњој Босни и Херцеговини, те Пливе.
Осим Деура, на простору Босне се појављују и племена, као што су Дериоји и Дербаноји за које се не зна поуздана да ли се ради о истом племену. Деури су имали 25 декурија.